# The Game (film)
The Game is een Amerikaanse psychologische thriller uit 1997 geregisseerd door David Fincher. De hoofdrollen worden vertolkt door Michael Douglas en Sean Penn. The Game werd goed ontvangen door de critici, maar kon qua commercieel succes niet opwegen tegen Finchers vorige film, Se7en.
De film gaat over een investeringsbankier die een vreemd cadeau voor zijn verjaardag krijgt: deelname aan een spel waarin hijzelf de hoofdrol speelt. Al gauw neemt "het spel" het leven van de bankier over.

## Verhaal
De rijke bankier Nicholas Van Orton (Michael Douglas) leidt, ondanks zijn fortuin, een saai leven. Hij is gescheiden en heeft nauwelijks meer contact met zijn ex-vrouw en dochter.
Voor zijn 48ste verjaardag krijgt hij van zijn broer Conrad (Sean Penn) een cadeaubon voor "the game", aangeboden door het entertainmentbedrijf Consumer Recreation Services. Nicholas neemt het geschenk aan en besluit op bezoek te gaan bij het bedrijf.
Na lange psychologische en fysieke tests krijgt Nicholas uiteindelijk te horen dat CRS zijn aanvraag niet heeft geaccepteerd. Echter, hij komt er snel achter dat "the game" is begonnen als het zich richt op een traumatische gebeurtenis uit Nicholas' leven: De zelfmoord van zijn vader die op de dag van zijn dood, net als Nicholas nu, 48 werd.
Nicholas wordt door "the game" meerdere keren in gevaarlijke situaties gebracht en wordt bijna vermoord.
Hij maakt kennis met een vrouw van het CRS die zichzelf Christine (Deborah Kara Unger) noemt. Ze hielp hem bij een ontsnappingspoging die het CRS tegen Nicholas had beraamd, maar na verschillende aanslagen op zijn leven en ontsnappingen komt Nicholas erachter dat Christine hem heeft gedrogeerd. Hij wordt uiteindelijk wakker in een doodskist in het zuiden van Mexico en ontdekt dat Christine en de rest van CRS zijn bankrekening hebben leeggehaald met behulp van de tests die hij had ingevuld. "The game" blijkt nu een grote oplichtingspraktijk te zijn geweest.
Nicholas lift terug naar San Francisco en ziet nu in dat hij grove fouten in zijn leven heeft gemaakt. Hij sluit uiteindelijk vrede met zijn ex-vrouw, maar kan het niet laten om wraak te nemen op CRS. Hij lokaliseert een CRS-medewerker en bedreigt hem met het pistool dat hij thuis verstopt had. Met de medewerker onder schot weet hij in het CRS-gebouw te komen en gijzelt hij Christine.
De beveiliging arriveert en opent het vuur. Meerdere medewerkers worden geraakt, maar Nicholas en Christine weten naar het dak van de wolkenkrabber te ontsnappen. Hier vertelt Christine dat alles nep was en dat het maar "een spel" was. Ze zegt dat zijn broer en de rest achter de gesloten stalen deur klaar staan om zijn verjaardag te vieren. Als de deur opengaat, schiet de hysterische Nicholas zonder te kijken, om tot de conclusie te komen dat hij zijn broer heeft neergeschoten, die met een fles champagne klaarstond om Nicholas' verjaardag te gaan vieren. Meerdere medewerkers die waren neergeschoten verschenen ongeschonden aan de deur.
In paniek en schuldgevoel loopt Nicholas naar de rand van de wolkenkrabber en springt ervan af. Hij valt door het raam van een balzaal. Echter, hij landt op een enorm springkussen. Een dokter controleert hem en veegt beetjes suikerglas van zijn gezicht af. Hij ziet uiteindelijk zijn familie staan en komt erachter dat "the game" een zeer complex spel is geweest. Zijn rekening was niet leeggehaald, de kogels in het pistool bleken losse flodders te zijn en zijn broer was nog springlevend. Conrad geeft toe dat hij "the game" heeft gearrangeerd om zijn broer weer terug naar de werkelijkheid te krijgen en om hem te helpen weer plezier in het leven te krijgen.

## Rolverdeling
| Acteur               | Personage          |
| -------------------- | ------------------ |
| Michael Douglas      | Nicholas Van Orton |
| Sean Penn            | Conrad Van Orton   |
| Deborah Kara Unger   | Christine          |
| Peter Donat          | Samuel Sutherland  |
| James Rebhorn        | Jim Feingold       |
| Carroll Baker        | Ilsa               |
| Anna Katarina        | Elizabeth          |
| Armin Mueller-Stahl  | Anson Baer         |
| Charles Martinet     | Nicholas' vader    |
| Scott Hunter McGuire | Jonge Nicholas     |

## Achtergrond

### Productie
Het script voor The Game werd in 1991 geschreven door John Brancato en Michael Ferris. Dat jaar nog werd het script verkocht aan Metro-Goldwyn-Mayer die het project niet geheel zagen zitten en zo gingen de rechten naar Propaganda Films. Regisseur Jonathan Mostow werd samen met acteurs Kyle MacLachlan en Bridget Fonda aan het project verbonden. Het filmen zou beginnen in februari 1993, maar in 1992 werd het project verplaatst naar PolyGram Filmed Entertainment. Mostow zou niet langer meer regisseur van de film zijn, maar werd uitvoerend producent. Producent Steve Golin kocht het script en gaf het uiteindelijk aan David Fincher in de hoop dat hij het wilde gaan regisseren. Fincher vond het script goed maar liet Andrew Kevin Walker, die eerder met hem had gewerkt aan de film Se7en, het script verbeteren.

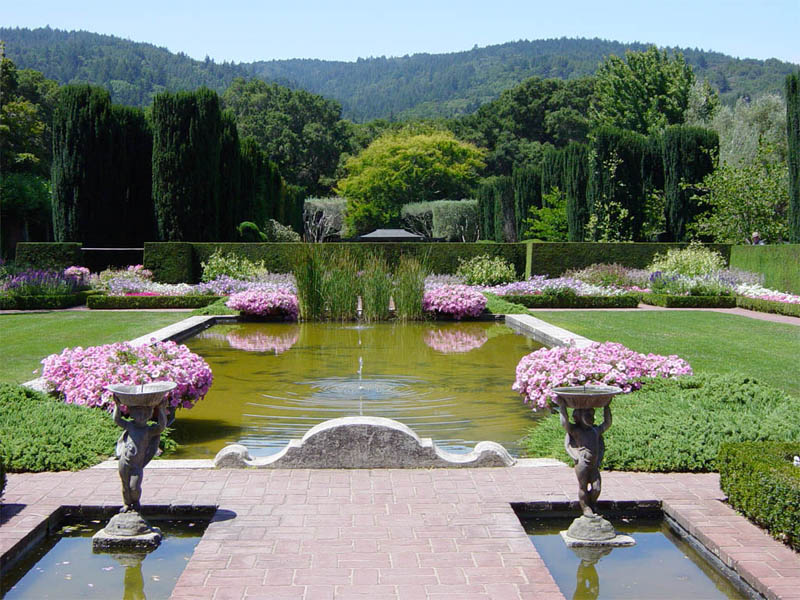
Het Filolilandgoed waar een deel van de film werd opgenomen.

Fincher zou The Game eigenlijk voor Se7en maken, maar toen Brad Pitt beschikbaar kwam, kreeg Se7en toch de hoogste prioriteit. Het succes van Se7en zorgde ervoor dat de producenten van The Game een hoger budget toegewezen kregen. De hoofdrol ging naar Michael Douglas, die eerst wat terughoudend was omdat PolyGram Filmed Entertainment een te klein bedrijf zou zijn om de film te distribueren. De rol van Conrad werd afgewezen door Jeff Bridges. Sean Penn zou de rol uiteindelijk wel aannemen.
Het filmen begon in de financiële districten van San Francisco. Door de drukte in deze stadsdelen werd besloten om enkel in de weekenden te filmen om meer controle te hebben. Enkele locaties waar gefilmd werd, zijn de Golden Gate Park, het Presidio van San Francisco en het historische Filolilandgoed.
Om Nicholas' rijkdom extra te benadrukken namen Fincher en cinematograaf Harris Savides voorbeelden uit films als The Godfather.

### Ontvangst
De première van The Game was in Amerika op 12 september 1997. De film was te zien in 2521 bioscopen en bracht $14,3 miljoen op in het openingsweekend. Uiteindelijk zou de film wereldwijd $109,4 miljoen opleveren.
De critici waren lovend over de film. Vooral de acteerprestaties van Douglas werden geprezen. De film had anno 2015 een score van 71% van de critici en 84% van het publiek op Rotten Tomatoes en een 7,8 op IMDb.

## Nominaties
The Game werd in 1998 genomineerd voor een Saturn Award in de categorie beste thriller, maar werd verslagen door L.A. Confidential.

## Trivia
- Acteur Spike Jonze heeft een cameo in de film als de medicus die Nicholas helpt na zijn val.
- De handen die verschijnen onder de deur van de badkamer waren die van cinematograaf Harris Savides.
- De kamer in Hotel Nikko is dezelfde plek in de film True Lies waar Jamie Lee Curtis/"Helen Tasker" voor haar man Arnold Schwarzenegger/"Harry Tasker" danst.